# Max Olivier-Lacamp
Pour les articles homonymes, voir Olivier (homonymie) et Lacamp.
Max Olivier-Lacamp, né Max Olivier le 2 mars 1914 au Havre et mort le 17 juin 1983 à Meudon, est un journaliste et écrivain français, lauréat du prix Renaudot en 1969 et du prix Albert-Londres en 1958.

## Biographie
Max Jules Alexis Marcel Olivier est, sous le nom de Max Olivier-Lacamp, un grand reporter au Figaro. Cofondateur de l'Agence France-Presse à la Libération de la France, il arrive en Inde en mai 1947 comme correspondant de l'agence de presse française pour l'Asie moyenne (Pakistan, Afghanistan, Népal et Birmanie) et de l'Agence Havas. Il assiste notamment à la Partition des Indes, lorsque l'Empire des Indes gouverné par les Britanniques obtint son indépendance et fut scindé en 1947 pour créer l'Inde et le Pakistan.
Très marqué par son séjour en Inde, il déclare « Lorsque je suis arrivé en Inde, il m'a fallu un temps assez long pour m'adapter. Ma première impression a été, tout à la fois, de fascination et d'horreur... » et déclare « Les maharadjahs avaient droit de vie et de mort sur tous leurs sujets, et il se passait, dans le secret des cours princières, des scènes d'horreur dignes de la féodalité (...). En Inde, la plupart des gens sont sans nom, sans état-civil, et même pas comparables à des chiens qui, chez nous, sont identifiés ». Ces événements et les drames qui leur sont associés l'ont inspiré dans son œuvre. Son ouvrage, Entre les deux Asies, est consacré à la différence entre l'Asie indienne et l'Extrême-Orient.
Il a résidé en Corée et y rencontre Pyong-You Hyun qui deviendra son épouse. Il est le père de cinq filles : Christine, Séverine, Gaël, Ysabelle et Aude.

## Œuvre
- 1961 : L'Inde, « Encyclopédie par l'image », éditions Hachette
- 1963 : Impasse indienne, éditions Flammarion
- 1965 : « La Chine de Mao en vitesse de croisière », Le Figaro
- 1966 : Les Deux Asies : du monde indien à l'univers chinois, éditions Grasset
- 1969 : Les Feux de la colère, éd. Grasset – Prix Renaudot
- 1970 :  Cévennes, Languedoc en collaboration avec Jacques Fauvel, « Guides Bleus », éd. Hachette.
- 1970 : O deus da colera, Civilizacao Brasileira
- 1972 : Les Révoltes du Bengale : un an de feu et de sang au Pakistan, éd. Hachette.
- 1972 : La Cévenne du sac bleu
- 1974 : Le Kief, éd. Grasset
- 1976 : Lhassa, étoile-fleur en collaboration avec Han Suyin, éd. A. Stanké
- 1977 : Le Matin calme : Corée d'hier et d'aujourd'hui, éditions Stock
- 1980 : Serres et vallats des Cévennes, éditions du Chêne
- 1981 : Les Chemins de Montvézy, éd. Grasset

## Hommage
Une rue porte son nom à Monoblet.